# Deutsche Vereinigung

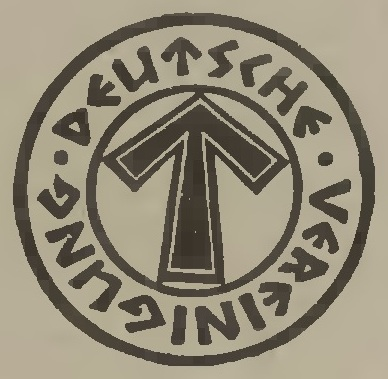

El Deutsche Vereinigung (DV) o Unión Alemana (en polaco: Zjednoczenie Niemieckie), fue un partido político de extrema derecha nazi alemán fundado en 1934 por miembros de la minoría étnica alemana que residía en la Segunda República Polaca.

## Historia

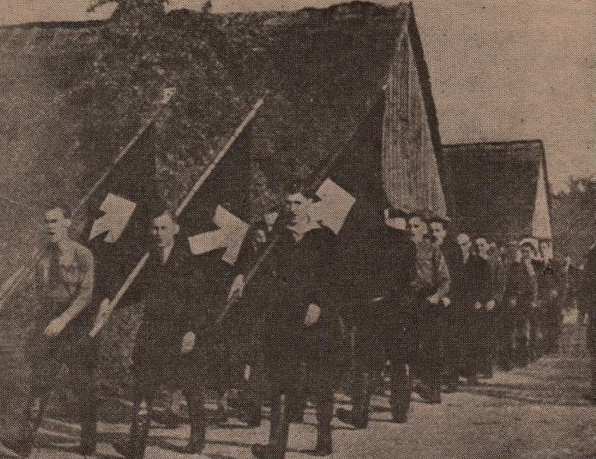
Miembros del Deutsche Vereinigung en Prądy (mayo de 1939).

La organización se formó el 8 de septiembre de 1934 en Bydgoszcz después de formar la «Unión alemana en el Sejm y el Senado». La organización incluía organizaciones de minorías alemanas del norte de Polonia, como el «Bloque de la Unidad» que operaba en Poznań, el «Bloque Alemán Joven» de Grudziądz y la «Comisión de Elecciones Centrales de Alemania» que operaba en Pomerania. En año y medio, establecieron 150 sucursales, y en mayo de 1934, el DV ya tenía 16 474 miembros. A finales de 1935 y principios de 1936, el número de miembros aumentó a 27 804. En la primavera de 1939, el DV tenía unos 35 000 miembros en las provincias de Poznań y Pomerania, lo que la convirtió en la segunda organización más grande de la minoría alemana en Polonia. Organizativamente, el DV, al igual que otras organizaciones alemanas en la Polonia anterior a la guerra, estaba sujeta al Hauptamt Volksdeutsche Mittelstelle, dirigido por Obergruppenführer Werner Lorenz. El DV publicó tres periódicos: el «Deutsche Rundschau in Polen» (en Bydgoszcz), el «Posener Tageblatt» (en Poznań) y el «Pommereller Tageblatt» (en Tczew), que cumplieron principalmente los objetivos de agitación. La Unión Alemana compitió con otra organización de minoría alemana en Polonia: el Jungdeutsche Partei. El 21 de enero de 1940, la Unión alemana fue disuelta.

## Domingo Sangriento
El 4 de septiembre de 1939, durante el sangriento domingo de Bydgoszcz, saboteadores alemanes en la aldea de Prądy (Condado de Bydgoszcz) dispararon contra unidades en retirada de la 15.ª División de Infantería polaca, y en represalia, 15 alemanes fueron fusilados (incluyendo a Ferdinand Dreger, Gustav Dreger, Gustav Rudolf Kopiske, Ferdinand Giese).

## Uniformes y símbolos
Durante las reuniones, los miembros del DV usaron un uniforme que consistía en pantalones o falda negra, una camisa blanca y una corbata negra. El uso de esta ropa en lugares públicos estaba prohibido y dio lugar a una multa por infringirlo. El símbolo del DV era una flecha blanca sobre fondo negro: el Tiwaz.